# Sugárkezelés

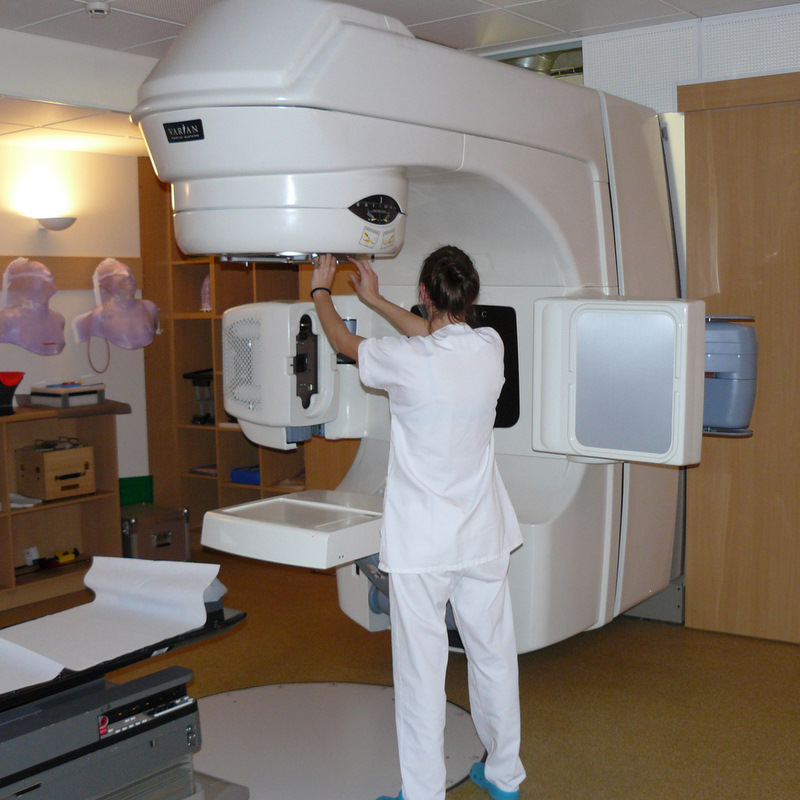
Varian-Clinac 2100 C/D lineáris sugárterápiás gyorsító a Riviera Cancer Centerben Mouginsban

Sugárkezelésnek (vagy radioterápiának) az ionizáló sugárzások orvosi kezelésben történő felhasználását értjük.
Sugárkezelés napjainkban leggyakrabban rosszindulatú daganatok esetében történik, jóval ritkább az alkalmazása a nem rosszindulatú betegségek (súlyos reumatikus panaszok, thyroid exophtalmus, trigeminus neuralgia, keloid képződés megelőzése) során. Tekintettel arra, hogy az ionizáló sugárzásnak a szöveteket károsító, továbbá rákkeltő hatása is van, a nem rosszindulatú betegségek kezelésénél sugárkezelést viszonylag ritkábban és elsősorban idős betegeknél alkalmaznak (tekintettel arra, hogy a rákkeltő hatás esetleges megjelenése évtizedek múlva várható).

## Története
A sugárkezelés több mint 100 éves múltra tekint vissza. Az 1900-as századforduló idején vált nyilvánvalóvá, hogy az akkor néhány éve felfedezett röntgensugárzás és a radioaktív bomlás során felszabaduló sugárzásoknak jelentős élettani hatása van. Fény derült ezen hatások egészségkárosító jellegére, valamint a rosszindulatú betegségek kezelésében nyíló lehetőségeire is.

## Formái
- Külső sugárforrásból történő kezelés vagy teleterápia esetén a sugárforrás a beteg testén kívül helyezkedik el. Az első ilyen próbálkozásoknál a sugárforrás rádium volt, később elterjedtek a mesterséges radioizotópok (137Cs, 60Co). Sugárforrásként alkalmaztak – és ritkábban ma is alkalmaznak – hagyományos röntgencsövet, viszont egyre inkább átveszik a sugárzó izotópok helyét a lineáris (vagy ritkábban cirkuláris) gyorsítók.
- Belső sugárkezelés vagy brachytherápia (itt a magyaros átírás még nem terjedt el): a sugárforrást testüregben vagy ritkábban a szövetek közé szúrt tűben helyezik el. Gyakori a méhnyakrák belső sugárkezelése, de alkalmazzák nyelőcső, orrgarat, illetve más tumorok esetében is. Sugárforrásként 60Co, irídium, régebben rádium szolgált.
- Radioizotóp kezelés esetén a beteg testébe sugárzó izotópot juttatnak (leggyakrabban injekció formájában). Gyakori példája a jódot halmozó pajzsmirigyrákok jód 131-es izotóppal történő kezelése.

## Dozírozás
A besugárzást szinte mindig frakcionáltan (több, egymást követő kisebb adagban) végzik. A külső sugárkezelés esetén jellemző a napi 2 Gy, heti öt napon át. Az összdózist a kezelés jellege (terápiás, kiegészítő), és a daganat elhelyezkedése, valamint szövettani típusa határozza meg. Néhány tipikus összdózis: fej-nyaki hám eredetű daganatoknál 65-70 Gy terápiás céllal (a primer daganatra, az elvezető nyirokterületekre 60 Gy), 66 Gy műtét után kiegészítő céllal. Lymphomák esetében 24-40 Gy. 
Belső sugárkezelés esetében elterjedt a 4-6 alkalommal, hetente egy vagy két alkalommal ismételt kezelés.

## Hatásmechanizmusa
Az ionizáló sugárzás alapvetően bionegatív, az élő sejteket károsító hatású. Az orvosi kezelés is a sejtkárosító hatásra épít: daganat esetében a cél a daganatos sejtek elpusztítása.
Ionizáló sugárként alkalmazható a nagyobb áthatolóképességű gamma- vagy röntgensugárzás. (Mindkét esetben elektromágneses sugárzásról, vagyis fotonokról van szó, az elnevezés részint a foton energiáján múlik, illetve attól függ, hogy milyen folyamat során keletkezett a foton.) Ma még kevéssé elterjedt a proton-neutron-, pi-mezon-kezelés. (A neutronok közvetlenül nem okoznak ionizációt, tehát a neutronsugárzás nem ionizáló sugárzás, de könnyű atommagokkal – a szervezetben tipikusan hidrogénnel – való reakciója révén váltja ki hatását.)
Az alfa- és béta-sugárzás áthatolóképessége igen csekély, a szervezetbe kerülve azonban hasonló kémiai, és így biológiai hatást fejtenek ki, mint a gamma-sugarak. Jellemző a béta-sugárzó izotópokkal történő radioizotóp kezelés.
E hatás elsősorban a DNS károsításán alapul. A DNS-molekulák lánca, az azt összetartó kémiai kötések közvetlenül a sugárzás hatására, vagy közvetett módon, a sugárzástól képződő szabad gyökök (elsősorban hidroxilgyökök) hatására károsodik. Jelenleg ez utóbbi mechanizmust tekintik a jelentősebbnek. A károsodott DNS később, gyakran csak néhány további osztódás után a sejt pusztulását okozhatja. A sugárzás sejtmembránokra való hatása is hozzájárul a sejt károsodásához.
A gyorsan osztódó sejtek érzékenyebbek a sugárhatásra és a DNS-károsodásra. Ezért használható fel az ionizáló sugárzás daganatok kezelésére. Ez az oka annak is, hogy a szervezet normálisan is gyorsabban osztódó sejtjei (pl. az ivarmirigyekben, a csontvelőben, a bél hámrétegében) szintén érzékenyebbek a sugárzásra, így e szerveket érő, bizonyos szintet meghaladó sugárdózis fokozottabban vezet a kezelés mellékhatásaihoz.
A károsodott DNS-t a sejt javító mechanizmusai megpróbálják helyreállítani. E javító mechanizmusok a daganatos sejtek esetében gyakran rosszabbul működnek, mint az egészséges sejtekben.

## Mellékhatások
A sugárkezelés mellékhatásai a besugárzott területen jelentkeznek.

### Heveny mellékhatások
Gyulladás a besugárzás helyén. Ez okozhat bőrpírt, duzzanatot, bélnyálkahártya érintettség esetén hasmenést, a garat és gége besugárzása esetén rekedtséget. A gyulladt nyálkahártya idővel fájdalmassá válhat, a sugárkezelés befejezését (vagy átmeneti megszakítását) követően ezek a tünetek enyhülnek. A nyálmirigyeket ért sugárzás szájszárazsághoz vezet.
A duzzanat a gégében a légutak beszűkülését, extrém esetben elzáródását és fulladást is okozhat (a gyakorlatban, rendszeres, szakszerű ellenőrzés mellett ez nem fordulhat elő). Agydaganat besugárzása esetén agyduzzanat, agyödéma léphet fel. A besugárzott bőrfelületről a szőr és a haj kihullik.

### Krónikus mellékhatások
A besugárzott terület szöveteinek atrófiája, fibrózisa. A nyálmirigyeket ért sugárzás okozta szájszárazság tartós lehet, ez a fogak romlásához vezet.
Az ivarmirigyeket ért viszonylag kis dózisú besugárzás sterilitást okoz.
Évtizedek múlva esetleg második daganat kialakulása lehetséges.

## A sugárkezelés helye a rosszindulatú daganatok kezelésében
A daganatos betegség kezelésének a stratégiáját, a választandó kezelési mód(ok)at a daganat jellege, elhelyezkedése, szövettana, kiterjedtsége együttesen határozza meg.
- Sugárkezelés alkalmazható önmagában, terápiás céllal. Ez esetben a cél a daganat kizárólagosan sugárkezeléssel történő kezelése és a beteg meggyógyítása. Példa rá a hangszalagrák kezelése, ez esetben besugárzással a betegek igen jelentős része véglegesen meggyógyítható.
- Kiegészítő céllal végzett, adjuváns sugárkezelés az, amikor a sebészi és/vagy kemoterápiát (továbbá esetleg hormonterápiát) kombinálják besugárzással. Gyakori a méhnyakrák kombinált kezelése műtéttel és külső és/vagy belső sugárkezeléssel. Emlőrák kezelésénél a műtét és a sugárkezelés mellett gyakran kemoterápia is szükséges, sőt gyakori a kiegészítő hormonterápia. A nyiroksejtes daganatok (Hodgkin és non-Hodgkin lymphomák) kezelésénél elterjedt a sugárkezelés és a kemoterápia kombinációja. Leukémiáknál, amennyiben csontvelő-átültetést terveznek, kemoterápia és egésztest-besugárzás történik.
- Sugárkezelés alkalmazható a tünetek enyhítése céljából is. Amennyiben a daganatos beteg meggyógyítására nincs reális esély, a tüneteket jelentősen enyhítheti, az állapot rosszabbodását elodázhatja a kritikus területeken elhelyezkedő daganatos gócok besugárzása.